# The Hardkiss
The Hardkiss – ukraiński zespół muzyczny, wykonujący muzykę z pogranicza rocka alternatywnego i synth popu, założony w 2011 roku.

## Historia zespołu
Zespół został założony w 2011 roku w Kijowie przez piosenkarkę Juliję Saninę i gitarzystę Wałerija Bebkę. We wrześniu zaprezentowali teledysk do debiutanckiego singla „Babylon”. 20 października zagrali jako support przed koncertem zespołu Hurts w Kijowie. 18 listopada otworzyli koncert Solange Knowles w stolicy.
W 2012 roku byli nominowani do Europejskiej Nagrody Muzycznej MTV dla najlepszego ukraińskiego wykonawcy. 29 stycznia wystąpili na festiwalu MIDEM. Na początku września wydali singiel „Make-Up”, do którego teledysk odnotował ponad 3 miliony wyświetleń w serwisie YouTube. W tym samym roku wydali promocyjny minialbum, zatytułowany po prostu The Kardkiss.
W 2013 roku odebrali dwie nagrody na gali muzycznej YUNA za wygraną w kategoriach: „Najlepszy debiut” i „Najlepszy teledysk” (za klip do „Make-Up”). 7 czerwca wystąpili gościnnie na gali Muz-TV Music Awards. W tym samym roku zostali ambasadorami marki Pepsi na Ukrainie i wystąpili w specjalnej trasie koncertowej o nazwie Pepsi Stars of Now, obejmującą koncerty w 16 miastach. W tym samym roku klawiszowiec Pol Solonar odszedł z zespołu, a jego miejsce zajął Witalij Oniskewycz.
W 2014 roku zagrali koncert podczas Park Live Festival. 9 października wydali debiutancki album studyjny, zatytułowany Stones and Honey. W 2015 roku zdobyli statuetki na gali YUNA za wygraną w kategoriach: „Najlepszy album muzyczny” (płyta Stones and Honey) i „Najlepsza piosenka” (utwór „Stones”). W grudniu wydali nową EP-kę zatytułowaną Cold Altair.
W 2016 roku wzięli udział z utworem „Helpless” w ukraińskich eliminacjach eurowizyjnych. 6 lutego pomyślnie przeszli do finału, który rozegrany był 21 lutego. Zajęli w nim pierwsze miejsce w głosowaniu jurorów i telewidzów ex aequo z Jamalą, która zajęła wyższe miejsce w głosowaniu telewidzów, dzięki czemu ostatecznie została reprezentantką Ukrainy w 61. Konkursie Piosenki Eurowizji. W czerwcu wystąpili na festiwalu Europejski Stadion Kultury w Rzeszowie; podczas koncertu Kolektywy 2016 wystąpili na scenie razem z polskim piosenkarzem, Dawidem Kwiatkowskim. W lipcu ogłoszono, że Julia Sanina będzie jednym z mentorów w siódmej edycji programu The X Factor Ukraine. W grudniu otrzymali nagrodę na gali M1 Music Awards za wygraną w kategorii „Alternatywa”.
W 2017 roku odebrali dwie statuetki  na gali wręczenia nagród YUNA za wygraną w kategoriach: „Rockowy zespół roku” i „Szoł roku” (za trasę koncertową pt. The Hardkiss.Five). 7 kwietnia wydali drugi album studyjny, zatytułowany Perfection Is a Lie. Album promowany był przez single: „Helpless” i „Perfection”. W ramach promocji albumu wyruszyli w trasę koncertową zatytułowaną Perfection Tour, obejmującą m.in. dwa koncerty w Polsce. W grudniu po raz drugi otrzymali nagrodę na gali M1 Music Awards za wygraną w kategorii „Alternatywa”.

## Skład

### Obecni członkowie
- Julija Sanina – śpiew (od 2011)
- Wałerij Bebko – gitara (od 2011)
- DJ Kreechy – perkusja (od 2011)
- Roman Skorobahatko – gitara (od 2013)
- Klim Łysiuk – gitara basowa (od 2016)

### Byli członkowie
- Pol Solonar – instrumenty klawiszowe (2011–2013)
- Witalij Oniskewycz – instrumenty klawiszowe (2013–2016)

## Dyskografia

### Albumy studyjne
- Stones and Honey (2014)
- Perfection Is a Lie (2017)
- Zalizna lastwika (2018)

### Minialbumy (EP)
- Cold Altair (2015)